# Daniel Barrera
Daniel Barrera Barrera, également connu sous le nom de El Loco, est un baron de la drogue colombien soupçonné d’être le chef du trafic de drogue illégal dans les plaines orientales de Colombie. Il a été arrêté au Venezuela le 18 septembre 2012 après avoir trafiqué de la drogue pendant plus de 20 ans. L’arrestation du baron de la drogue, selon des articles du New York Times, a été le résultat d’une opération complexe menée par quatre nations. Le président colombien Juan Manuel Santos a qualifié Barrera de « dernier des grands caïds ».
Selon le service de renseignement de la Police nationale colombienne (DIJIN), Barrera a soudoyé de nombreux policiers colombiens afin de maintenir son empire de la drogue à Bogotá, qui s’est développé après avoir été un maillon clé du commerce de la drogue, d’abord avec des membres des Forces armées révolutionnaires de Colombie (FARC), puis avec des membres des Autodéfenses unies de Colombie (AUC) et des membres des forces gouvernementales colombiennes.

## Autres pseudonymes
En plus d’être connu sous le nom de « El Loco », Barrera est également appelé « German Barrera », « Arnoldo Barrera », « Vicente Rivera » ou « El Gordo ».

## Jeunesse
Selon un article du magazine colombien Revista Semana, Barrera a commencé ses activités illégales liées à la drogue à San José del Guaviare dans les années 1980, avec le soutien de son frère Omar Barrera. Son frère a été abattu quelques mois après son arrivée dans le Guaviare, ce qui lui valut vengeance et respect parmi les autres trafiquants de drogue de la région.
Le 7 février 1990, Barrera a été arrêté par les autorités colombiennes pour trafic de drogue. Après quelques mois, en octobre de la même année, Barrera s’est évadé de prison.

## Relations avec les FARC
Selon les autorités colombiennes, Barrera était un associé clé des Forces armées révolutionnaires de Colombie (FARC) dans la vente et la distribution de drogue. Barrera était un associé d’alias "Negro Acacio", un commandant de guérilla renommé impliqué dans le commerce illégal de la drogue pour les FARC. Barrera achetait de la drogue à de nombreux fronts du Bloc oriental des FARC-EP, notamment les 14e, 17e, 10e et 16e fronts, ainsi qu’à des contacts tels qu’alias « John 40 », chef de la guérilla du 42e front.

## Relations avec les groupes paramilitaires
Barrera menait également en parallèle des affaires de drogue avec l’ennemi des FARC, le Bloc Vencedores de Arauca des Autodéfenses unies de Colombie (AUC), dirigé par Miguel Ángel et Víctor Mejía, alias « Los Mellizos » (les jumeaux). Selon les autorités colombiennes, Barrera aurait également assassiné le commandant du Bloc Centauros des AUC après des différends présumés.
Une partie de la drogue produite par les FARC dans l’ouest de la Colombie était achetée par Barrera et revendue à des cartels ou groupes paramilitaires. Le Cartel du Norte del Valle, ainsi que de petits cartels du département d’Antioquia, de la Région Caraïbe et du département de Nariño, figuraient parmi ses clients, certains étant fortement liés à des groupes paramilitaires ennemis.
Le 15 décembre 2007, le journal El Tiempo a rapporté que Barrera était le lien entre les FARC et un nouveau cartel appelé Los Nevados, formé par d’anciens paramilitaires et dirigé par alias « Los Mellizos » Víctor Manuel et Miguel Ángel Mejía Múnera. Le baron de la drogue aurait également été l’un des principaux alliés des groupes néo-paramilitaires ERPAC, dirigés par Pedro Oliviero Guerrero, alias « Cuchillo », ainsi que de Los Rastrojos, un groupe formé par d’anciens commandants d’une branche armée du Cartel du Norte del Valle.

## Arrestation au Venezuela
Le 18 septembre 2012, Barrera a été arrêté par les forces de sécurité vénézuéliennes à San Cristóbal, une ville située à dix miles de la frontière colombienne. L’arrestation a été annoncée par le président colombien Juan Manuel Santos en direct à la télévision nationale. Selon Santos, Barrera était « le dernier des grands capos ». Selon le ministre de la Défense Juan Carlos Pinzón et le chef de la police nationale, l’arrestation a été le fruit de plusieurs mois de coopération entre les autorités colombiennes et vénézuéliennes, l’agence de renseignement britannique MI6 et l’agence de renseignement américaine CIA. Un soutien supplémentaire à l’enquête a été fourni par l’Immigration et les Douanes américaines, la DEA américaine et l’Office américain de contrôle des avoirs étrangers.

## Poursuites aux États-Unis
Des accusations ont été annoncées par trois procureurs américains le 10 juillet 2013. Pour le district sud de New York : Preet Bharara ; pour le district est de New York : Loretta Lynch ; et pour le district sud de Floride : Wifredo A. Ferrer, portant les charges suivantes. Dans le district sud de New York : un chef d’accusation pour complot en vue de distribuer et de fabriquer de la cocaïne, sachant qu’elle serait importée illégalement aux États-Unis (peine maximale : prison à vie ; peine minimale obligatoire : 10 ans). Dans le district est de New York : un chef pour complot en vue de blanchir de l’argent (peine maximale : 20 ans). Dans le district sud de Floride : un chef pour complot en vue d’importer de la cocaïne aux États-Unis et un chef pour complot en vue de fabriquer et distribuer de la cocaïne en sachant qu’elle serait importée illégalement aux États-Unis (peine maximale : prison à vie ; peine minimale obligatoire : 10 ans).
Le 20 novembre 2014, Barrera a plaidé coupable devant le tribunal fédéral du district sud de New York pour complot en vue de distribuer et fabriquer plus de 400 tonnes de cocaïne par an, sachant qu’elle serait importée aux États-Unis. Barrera avait auparavant plaidé coupable devant le tribunal du district est de New York pour des accusations de blanchiment d’argent.
Le 25 juillet 2016, Barrera a été condamné à 35 ans de prison et à la confiscation de 10 000 000 $.